# 일랜시아
일랜시아(영어: Elancia)는 대한민국의 비디오 게임 개발사 넥슨에서 개발한 MMORPG이다. 1998년 12월 테스트 서비스를 시작해 1999년 7월 정식 오픈했다. 초기에는 상용화  정액제 게임이였으나, 2005년 8월 1일 넥슨의 모든 클래식RPG의 정액제 폐지 선언과 함께 일랜시아도 정액제를 폐지하고 유료 캐시아이템을 출시하는 등 부분 유료화로 전환하였다. 2010년 9월 9일 대대적인 서버 통합으로 기존 5개 서버 중 '엘'서버를 제외한 '사스라', '브라키', '다뉴', '슈브' 4개 서버가 '테스' 서버로 통합되어 현존하는 서버는 '엘','테스' 두 개뿐이다.
일랜시아는 일본에 진출해 2000년 9월부터 테스트 오픈, 2001년 3월 1일 정액제로 정식 오픈했다. 하지만 일본에선 2006년 5월 31일 서비스를 종료했다.

## 서비스 역사

### 한국
- 1998년 12월 베타 테스트 서비스 시작
- 1999년 7월 정식 서비스 '엘' 서버 오픈 (정액제 과금)
- 2005년 8월 1일 게임 이용 정액제 폐지, 부분 유료화 전환
- 2010년 9월 9일 기존 '사스라', '브라키', '다뉴', '슈브' => '테스'로 서버 통합

### 일본
- 2000년 9월 베타 테스트 서비스 시작
- 2001년 3월 1일 정식 서비스 오픈 (정액제 과금)
- 2006년 5월 31일 게임 서비스 종료

## 배경 및 스토리

### 소개
누구든 무슨일이든 할 수 있는, 자유도가 높은 게임이란 컨셉으로 만들어졌다. 기존에 사냥터에서 사냥만 하던 온라인 게임의 범주를 벗어나 요리, 재단, 세공, 미용, 낚시, 광물 탐색 및 발굴 등 일상 생활을 하듯 게임을 할 수 있다는게 특징이다. 보통의 게임에서는 '레벨'이라고 하는 개념이 있지만, 초기 일랜시아에서는 '레벨' 대신 '어빌리티'라는 개념을 도입했다. 이 '어빌리티'는 기술 마다 각각의 '어빌리티'가 존재하며 기술마다 0.00 ~ 100.00 어빌리티까지 올릴 수 있다. 2004년도쯤 '레벨'이 도입되었는데 이미 '어빌리티'라는 시스템이 워낙 강력하게 자리매김해서 '레벨'은 유명무실한 개념이 되었다. 

### 배경
일랜시아의 신은 창조주 하스터(Hastur), 그리고 창조주가 만든 12명의 남녀 신(빛, 어둠, 물, 불, 바람, 땅의 남녀 신)과 창조주의 복제 타이타러스(Titarus), 그리고 창조주 하스터(Hastur)의 의지에 따라 어둠의 신 테스와 어둠의 여신 사스라의 몸을 빌려 창조한 파멸의 신 아자토스(Azathoth)가 있다. 아자토스(Azathoth)는 1차 인류를 멸망시켰고, 타이타러스(Titarus)가 만든 2차 인류인 일랜시아에서 새롭게 시작한다는 내용이다.
일랜시아에 등장하는 신의 이름과 배경 스토리는 크툴루 신화와 켈트 신화, 그리스·로마 신화를 조합하여 만들어졌다.
- 크툴루 신화 : 하스터, 움르 아트-타월, 볼바도스(보르바도스), 크투가, 이타콰, 휴도라, 슈브, 사스라(사틀라), 아자토스, 에이본
- 켈트 신화 : 다난, 브리깃드, 다뉴, 마하
- 그리스·로마 신화 : 가이아, 카오스, 타이타러스

### 창조 역사
- ［chaos］하스터(hastur)의 자각.
- ［the nine system］ 하스터(hastur)의 thie nine system 창조.
- ［0000H] hastur의 시간창조
- ［0001H/제1계］하스터(hastur)의 자녀창조 = 엘(El), 볼바도스(Vorvadoss)
- ［0001H/제2계］하스터(hastur)의 자녀창조 = 사스라(Sathla), 테스(Thes)
- ［0002H/제3계］하스터(hastur)의 자녀창조 = 브라키(Brakie), 슈브(Shub)
- ［0003H/제4계］하스터(hastur)의 자녀창조 = 다뉴(Danu), 휴도라(Hudora)
- ［0004H/제5계］하스터(hastur)의 자녀창조 = 마하(Mach), 이타콰(Ithaqua)
- ［0005H/제6계］하스터(hastur)의 자녀창조 = 브리깃드(Brigit), 크투가(Cthugha)
- ［0006H/제7계］하스터(hastur)의 자녀창조 = 원시적인 소혹성 '라토나' 생성.
- ［0007H/제7계］소혹성 '라토나' - 하스터(hastur)의 1차 인류창조.
- ［0010H/제7계］소혹성 '라토나' - 최초의 혼을 가진 인간. 에이본(Ae'bon) 탄생.
- ［0012H/제7계］에이본(Ae'bon) - 하스터(hastur)의 의지에 따라 차원의 문을 연다.
- ［0014H/제7계］에이본(Ae'bon) - 하스터(hastur)의 의지에 따라 불멸의 소재 '메레다인'으로 예언서를 작성함.
- ［0020H/제2계］테스(Thes), 사스라(Sathla) - 하스터(hastur)의 의지에 따라 자녀 아자토스(Azathoth) 창조.
- ［0025H/제7계］에이본 - 다뉴,마하의 힘을 빌리는 주문 개발.
- ［0030H/제7계］에이본 - 하스터(hastur)의 의지에 따라 파멸의 문을 연다.
- ［0031H/제7계］파멸의 문을 통해 아자토스(Azathoth) 출현, 라토나 파괴. 1차인류 멸망, 하스터(hastur)-제7계 봉인, 아자토스(Azathoth)-제9계 봉인
- ［0032H/제8계］하스터(hastur)의 자기복제 = 타이타러스(Titarus)
- ［0035H/제8계］타이타러스(Titarus)의 월드창조 1차 - 피나모니(pheonamoni)창조.
- ［0036H/제8계］타이타러스(Titarus)의 월드창조 2차 - 피나모니(pheonamoni)의 코레 (core)생성.
- ［0038H/제8계］타이타러스(Titarus)의 월드창조 3차 - 하모니(Hamoni)의창조.
- ［0040H/제8계］타이타러스(Titarus) - 코어를 가진 피나모니의 창조.
- ［0050H/제8계］타이타러스(Titarus) - 총 6개의 코어를 가진 피나오니링크,이름 없는 소월드 생성.
- ［성력 원년/제8계(일랜시아)］타이타러스(Titarus) - 총 9개의 코어를 가진 피나모니링크코어 활동 활발 / 하스터(hastur) - 소월드를 일랜시아라고 명명.
- ［성력 원년/제8계(일랜시아)］하스터(hastur) - 제2차 인류창조, 2차 인류 중 최초로 혼을 가진자, 모험가 '렉스' 탄생.
- ［성력 7년/제8계(일랜시아)］골든고렘, 유익인X 등 몬스터의 성장으로 인해 인간들이 위험을 느낌.
- ［성력 8년/제8계(일랜시아)］메티니에 의한 로랜시아 마을의 마법 확산.
- ［성력 9년/제8계(일랜시아)］타이타러스(Titarus) - 낮과 밤 시간의 변화가 발생.
- ［성력 9년/제8계(일랜시아)］로랜시아 지역에 직업이 생김, 직업의 중요성이 사람들에게 인식됨.
- ［성력 17년/제8계(일랜시아)］렉스, 모험 중 에이본(Ae'bon)의 예언서 발견.
- ［성력 18년/제8계(일랜시아)］렉스, 예언서에 따라 차원의 문을 열다. 혼을 가진 사람들의 출현.
- ［성력 18년/제8계(일랜시아)］베타(β)차원에 날씨라는 개념이 생겨남.
- ［성력 19년/제8계(일랜시아)］로랜시아 성 건축 시작, 로랜시아 마을 완공.
- ［성력 19년/제8계(일랜시아)］마하(Mach)의 딸, 티포네(Tiphone) 탄생.
- ［성력 20년/제8계(일랜시아)］감마(γ)차원이 티포네에 의해 발견됨.
- ［성력 20년/제8계(일랜시아)］민중의 악한 영혼, 암흑의 여신 사스라의 힘을 증폭 시킴.
- ［성력 20년/제8계(일랜시아)］민중의 악한 영혼, 암흑의 남신 테스의 힘을 증폭 시킴.
- ［성력 21년/제8계(일랜시아)］빛의 여신 엘에게 분쟁을 거부하는 백성의 기도가 모여짐.
- ［성력 21년/제8계(일랜시아)］빛의 신 볼바도스에게 힘없는 백성의 소원이 모여짐.
- ［성력 22년/제8계(일랜시아)］싸움을 거부하는 백성의 기도에 의해,감마(γ)차원이 열리다.
- ［성력 22년/제8계(일랜시아)］암흑 남신 테스, 암흑의 여신 사스라와  델타(δ)차원을 열다.
- ［성력 22년/제8계(일랜시아)］일랜시아의 백성, 하나님의 심판에 직면.
- ［성력 25년/제8계］ 태양(Sol), 달(Zant) 창조.
- ［성력 27년/제8계(일랜시아)］로랜시아 지방에서 헤이더스(Heidus)발견.

### 창조주 및 신
- 창조주 하스터(Hastur)
- 차원의 수호자 움르 아트-타월(Umr At-Tawill)
- 빛의 신도 다난(Danann)
- 빛의 여신 엘(El)
- 빛의 남신 볼바도스(Vorvadoss)
- 불의 여신 브리깃드(Brigit)
- 불의 남신 크투가(Cthugha)
- 공기의 여신 마하(Mach)
- 공기의 남신 이타콰(Ithaqua)
- 물의 여신 다뉴(Danu)
- 물의 남신 휴도라(Hudora)
- 땅의 여신 브라키(Brakie)
- 땅의 남신 슈브(Shub)
- 암흑의 여신 사스라(Sathla)
- 암흑의 남신 테스(Thes)
- 어둠의 신도 나스(Nas)
- 음악의 신도 뮤(Mu)

## 마을
- 로랜시아
- 에필로리아
- 세르니카
- 크로노시스
- 포프레스네

## 직업

### 전사 계열
- 무도가
- 투사
- 전사
- 검사
- 검객
- 악사
- 궁사
- 자객
- 순수기사
- 빛의기사
- 어둠의기사
- 순수마법사
- 빛의마법사
- 어둠의마법사

### 상인 계열
- 상인
- 미용사
- 재단사
- 목공사
- 세공사
- 대장장이
- 연금술사

### 모험가 계열
- 모험가
- 탐색가
- 자연인
- 음유시인
- 정령술사